# Lijst van voetbalinterlands Denemarken - Hongarije
Deze lijst van voetbalinterlands is een overzicht van alle officiële voetbalwedstrijden tussen de nationale teams van Denemarken en Hongarije. De landen speelden tot op heden vijftien keer tegen elkaar. De eerste ontmoeting, een vriendschappelijke wedstrijd, werd gespeeld in Kopenhagen op 1955. Het laatste duel, eveneens een vriendschappelijke wedstrijd, vond plaats op 22 mei 2014 in Debrecen.

## Wedstrijden
| №  | PPLaats    | Datum             | Competitie           | Wedstrijd              | Uitslag |
| -- | ---------- | ----------------- | -------------------- | ---------------------- | ------- |
| 1  | Kopenhagen | 15 mei 1955       | Vriendschappelijk    | Denemarken – Hongarije | 0 – 6   |
| 2  | Boedapest  | 19 mei 1963       | Vriendschappelijk    | Hongarije – Denemarken | 6 – 0   |
| 3  | Barcelona  | 20 juni 1964      | EK 1964              | Hongarije – Denemarken | 3 – 1   |
| 4  | Boedapest  | 21 september 1966 | EK 1968 kwalificatie | Hongarije – Denemarken | 6 – 0   |
| 5  | Kopenhagen | 24 mei 1967       | EK 1968 kwalificatie | Denemarken – Hongarije | 0 – 2   |
| 6  | Kopenhagen | 15 juni 1969      | WK 1972 kwalificatie | Denemarken – Hongarije | 3 – 2   |
| 7  | Boedapest  | 22 oktober 1969   | WK 1972 kwalificatie | Hongarije – Denemarken | 3 – 0   |
| 8  | Kopenhagen | 13 oktober 1973   | Vriendschappelijk    | Denemarken – Hongarije | 2 – 2   |
| 9  | Kopenhagen | 1 juni 1983       | EK 1984 kwalificatie | Denemarken – Hongarije | 3 – 1   |
| 10 | Boedapest  | 26 oktober 1983   | EK 1984 kwalificatie | Hongarije – Denemarken | 1 – 0   |
| 11 | Boedapest  | 10 mei 1988       | Vriendschappelijk    | Hongarije – Denemarken | 2 – 2   |
| 12 | Kopenhagen | 20 april 1994     | Vriendschappelijk    | Denemarken – Hongarije | 3 – 1   |
| 13 | Boedapest  | 6 september 2008  | WK 2010 kwalificatie | Hongarije – Denemarken | 0 – 0   |
| 14 | Kopenhagen | 14 oktober 2009   | WK 2010 kwalificatie | Denemarken – Hongarije | 0 – 1   |
| 15 | Debrecen   | 22 mei 2014       | Vriendschappelijk    | Hongarije – Denemarken | 2 – 2   |

## Samenvatting
| Competitie        | Totaal gespeeld | Winst Denemarken | Gelijk | Winst Hongarije | Doelsaldo Denemarken – Hongarije |
| ----------------- | --------------- | ---------------- | ------ | --------------- | -------------------------------- |
| WK-kwalificatie   | 4               | 1                | 1      | 2               | 3 − 6                            |
| EK-eindronde      | 1               | 0                | 0      | 1               | 1 − 3                            |
| EK-kwalificatie   | 4               | 1                | 0      | 3               | 3 − 10                           |
| Vriendschappelijk | 6               | 1                | 3      | 2               | 9 − 19                           |
| Totaal            | 15              | 3                | 4      | 8               | 16 − 38                          |

Wedstrijden bepaald door strafschoppen worden, in lijn met de FIFA, als een gelijkspel gerekend.

## Details

### Negende ontmoeting
| EK 1984 kwalificatie (Kopenhagen, Denemarken, 1 juni 1983):        |       |                   |
| Denemarken                                                         | 3 – 1 | Hongarije         |
| Preben Elkjær Larsen 4' Jesper Olsen 81' Allan Simonsen 85' (pen.) | goals | 30' Tibor Nyilasi |

### Tiende ontmoeting
| EK 1984 kwalificatie (Boedapest, Hongarije, 26 oktober 1983): |       |            |
| Hongarije                                                     | 1 – 0 | Denemarken |
| Sándor Kiss 55'                                               | goals |            |

### Twaalfde ontmoeting
| Vriendschappelijk (Kopenhagen, Denemarken, 20 april 1994): |              | |
| Denemarken | 3 – 1        | Hongarije |
| Michael Laudrup 23' (pen.) Michael Laudrup 44' Flemming Povlsen 60'                                                                                               | goals        | 2' István Vincze |
| Richard Møller Nielsen | bondscoach   | József Verebes |
| Mogens Krogh Lars Olsen Marc Rieper Jes Høgh John Jensen 16' Kim Vilfort Brian Steen Nielsen Michael Laudrup Henrik Larsen 71' Brian Laudrup 71' Frank Pingel 58' | opstellingen | Zoltán Végh Péter Lipcsei Gábor Márton Géza Mészöly 70' Gábor Halmai Béla Illés József Keller 46' Tibor Simon 43' Tamás Sándor 76' István Vincze 63' Lázsló Klausz |
| Thomas Helveg 16' Flemming Povlsen 58' Jesper Kristensen 71' Bent Christensen 71'                                                                                 | wissels      | 43' István Pisont 46' József Csabi 63' Aurél Csertői 70' Gábor Puglits 76' Zoltán Jagodics                                                                         |
| Thomas Helveg 80' | gele kaarten | 24' Tibor Simon |
| - Debuut van Thomas Helveg (Udinese) en Jesper Kristensen (Brøndby IF) voor Denemarken. - Debuut van Tamás Sándor (Debreceni) voor Hongarije.                     |              | |

### Dertiende ontmoeting
| WK 2010 kwalificatie (Boedapest, Hongarije, 6 september 2008): |              | |
| Hongarije | 0 – 0        | Denemarken |
| | goals        | |
| Erwin Koeman | bondscoach   | Morten Olsen |
| Gábor Babos Zoltán Szélesi László Bodnár Vilmos Vanczák Roland Juhász Szabolcs Huszti 90' Balázs Dzsudzsák 46' Tamás Hajnal Krisztián Vadócz Pál Dárdai Zoltán Gera | opstellingen | Stephan Andersen Lars Jacobsen Martin Laursen Daniel Agger Christopher Poulsen Christian Poulsen 61' Martin Vingaard Daniel Jensen Dennis Rommedahl 68' Jon Dahl Tomasson 87' Nicklas Bendtner |
| Sándor Torghelle 46' Gergely Rudolf 90' | wissels      | 61' Jonas Borring 68' Martin Retov 87' Marc Nygaard |
| Balázs Dzsudzsák 11' Sándor Torghelle 57' Zoltán Gera 65' Gábor Babos 75'                                                                                           | gele kaarten | 17' Martin Laursen 60' Christopher Poulsen 75' Christian Poulsen |

### Vijftiende ontmoeting
| Vriendschappelijk (Debrecen, Hongarije, 22 mei 2014): |              | |
| Hongarije | 2 – 2        | Denemarken |
| Balázs Dzsudzsák 25' Roland Varga 69' | goals        | 56' Christian Eriksen 72' Lasse Schøne |
| Attila Pintér | bondscoach   | Morten Olsen |
| Péter Gulácsi Zoltán Lipták 57' Mihály Korhut 62' Ádám Lang Dániel Tőzsér Balázs Dzsudzsák Máté Pátkai 46' Péter Szakály 46' József Varga Ádám Gyurcsó 46' Gergely Rudolf 67'                                                            | opstellingen | Stephan Andersen Daniel Agger 46' Simon Kjær Lars Jacobsen Jakob Ahlmann 79' Michael Krohn-Dehli 46' Jakob Poulsen 46' William Kvist Christian Eriksen 46' Kasper Kusk Martin Braithwaite |
| Roland Varga 46' Zsolt Kalmár 46' Vladimir Koman 46' Roland Juhász 57' János Szabó 62' Nemanja Nikolics 67' | wissels      | 46' Andreas Bjelland 46' Morten Rasmussen 46' Rasmus Würtz 46' Lasse Schøne 79' Thomas Kahlenberg                                                                                         |
| Dániel Tőzsér 40' | gele kaarten | 50' Jakob Ahlmann |
| - Debuut van Péter Gulácsi (Red Bull Salzburg), Mihály Korhut (DVSC Debrecen), János Szabó (MVM Paks), Ádám Lang (Gyõri ETO FC) en Roland Varga (Gyõri ETO FC) voor Hongarije. - Debuut van Jakob Ahlmann (AaB Aalborg) voor Denemarken. |              | |

DBU · A-internationals · Selecties · Bondscoaches · Deens vrouwenelftal · Olympisch elftal · Denemarken U21 · Denemarken U20 · Denemarken U19 · Denemarken U18 · Denemarken U17 · Denemarken U16 · Vrouwen U17
1908 – 1919 ·
1920 – 1929 ·
1930 – 1939 ·
1940 – 1949 ·
1950 – 1959 ·
1960 – 1969 ·
1970 – 1979 ·
1980 – 1989 ·
1990 – 1999 ·
2000 – 2009 ·
2010 – 2019 ·
2020 − 2029
EK's: 1964 · 
1984 · 
1988 · 
1992 · 
1996 · 
2000 · 
2004 · 
2012 · 
2020 · 
2024
WK's: 1986 · 
1998 · 
2002 · 
2010 · 
2018 · 
2022
OS: 1908 · 
1912 · 
1920 · 
1948 · 
1952 · 
1960 · 
1972 · 
1992 · 
2016
1908 · 
1909 · 
1910 · 
1911 · 
1912 · 
1913 · 
1914 · 
1915 · 
1916 · 
1917 · 
1918 · 
1919 · 
1920 · 
1921 · 
1922 · 
1923 · 
1924 · 
1925 · 
1926 · 
1927 · 
1928 · 
1929 · 
1930 · 
1931 · 
1932 · 
1933 · 
1934 · 
1935 · 
1936 · 
1937 · 
1938 · 
1939 · 
1940 · 
1941 · 
1942 · 
1943 · 
1944 · 
1946 · 
1947 · 
1948 · 
1949 · 
1950 · 
1952 · 
1952 · 
1953 · 
1954 · 
1955 · 
1956 · 
1957 · 
1958 · 
1959 · 
1960 · 
1961 · 
1962 · 
1963 · 
1964 · 
1965 · 
1966 · 
1967 · 
1968 · 
1969 · 
1970 · 
1971 · 
1972 · 
1973 · 
1974 · 
1975 · 
1976 · 
1977 · 
1978 · 
1979 · 
1980 · 
1981 · 
1982 · 
1983 · 
1984 · 
1985 · 
1986 · 
1987 · 
1988 · 
1989 · 
1990 ·
1991 · 
1992 · 
1993 · 
1994 · 
1995 · 
1996 · 
1997 · 
1998 · 
1999 · 
2000 · 
2001 · 
2002 · 
2003 · 
2004 · 
2005 · 
2006 · 
2007 · 
2008 · 
2009 · 
2010 · 
2011 · 
2012 · 
2013 · 
2014 · 
2015 · 
2016 · 
2017 · 
2018 ·
2019 ·
2020 ·
2021 ·
2022 ·
2023
Albanië ·
Algerije ·
Argentinië ·
Armenië ·
Australië ·
België ·
Bermuda ·
Bosnië en Herzegovina · 
Brazilië ·
Bulgarije ·
Canada ·
Chili ·
Cyprus ·
DDR ·
Duitsland ·
Ecuador ·
Egypte ·
Engeland ·
Estland ·
Faeröer · 
Finland · 
Frankrijk ·
Gambia ·
Georgië ·
Ghana ·
Gibraltar ·
GOS ·
Griekenland ·
Honduras ·
Hongarije ·
Hongkong ·
Ierland ·
IJsland ·
Indonesië ·
Iran ·
Israël ·
Italië ·
Japan ·
Joegoslavië ·
Kameroen ·
Kazachstan ·
Kosovo · 
Kroatië · 
Letland ·
Liechtenstein ·
Litouwen ·
Luxemburg ·
Malta ·
Marokko ·
Mexico ·
Moldavië · 
Montenegro · 
Nederland ·
Nederlandse Antillen ·
Nigeria ·
Noord-Ierland ·
Noord-Macedonië ·
Noorwegen ·
Oekraïne ·
Oostenrijk ·
Panama ·
Paraguay ·
Peru ·
Polen ·
Portugal ·
Roemenië ·
Rusland ·
San Marino ·
Saoedi-Arabië ·
Schotland ·
Senegal ·
Servië ·
Singapore ·
Slovenië ·
Slowakije ·
Sovjet-Unie ·
Spanje ·
Suriname ·
Thailand ·
Togo · 
Tsjechië ·
Tsjecho-Slowakije ·
Tunesië · 
Turkije · 
Uruguay ·
Verenigde Arabische Emiraten ·
Verenigde Staten ·
Wales ·
Wit-Rusland ·
Zuid-Afrika ·
Zuid-Korea ·
Zweden ·
Zwitserland
Argentinië (1995) · 
Australië (2018) ·
Australië (2022) · 
België (2021) · 
Duitsland (1992) · 
Duitsland (2012) · 
Engeland (2021) · 
Finland (2021) · 
Frankrijk (2002) · 
Frankrijk (2018) · 
Japan (2010) · 
Kameroen (2010) · 
Kroatië (2018) · 
Nederland (2010) · 
Nederland (2012) · 
Peru (2018) · 
Portugal (2012) · 
Rusland (2021) · 
Senegal (2002) · 
Tsjechië (2021) · 
Uruguay (2002) · 
Wales (2021)
MLSZ · A-internationals · Selecties · Bondscoaches · Hongaars vrouwenelftal · Olympisch elftal · Hongarije U21 · Hongarije U20 · Hongarije U19 · Hongarije U18 · Hongarije U17 · Hongarije U16
1902 – 1919 · 
1920 – 1929 · 
1930 – 1939 · 
1940 – 1949 · 
1950 – 1959 · 
1960 – 1969 · 
1970 – 1979 · 
1980 – 1989 · 
1990 – 1999 · 
2000 – 2009 · 
2010 – 2019 ·
2020 − 2029
EK's:
1964 · 
1972 · 
2016 ·
2020 ·
2024
WK's:
1934 · 
1938 · 
1954 · 
1958 · 
1962 · 
1966 · 
1978 · 
1982 · 
1986
OS:
1912 · 
1924 · 
1936 · 
1952 · 
1960 · 
1964 · 
1968 · 
1972 · 
1996
1902 · 
1903 · 
1904 · 
1905 · 
1906 · 
1907 · 
1908 · 
1909 · 
1910 · 
1911 · 
1912 · 
1913 · 
1914 · 
1915 · 
1916 · 
1917 · 
1918 · 
1919 · 
1920 · 
1921 · 
1922 · 
1923 · 
1924 · 
1925 · 
1926 · 
1927 · 
1928 · 
1929 · 
1930 · 
1931 · 
1932 · 
1933 · 
1934 · 
1935 · 
1936 · 
1937 · 
1938 · 
1939 · 
1940 · 
1941 · 
1942 · 
1943 · 
1944 · 
1945 · 
1946 · 
1947 · 
1948 · 
1949 · 
1950 · 
1952 · 
1952 · 
1953 · 
1954 · 
1955 · 
1956 · 
1957 · 
1958 · 
1959 · 
1960 · 
1961 · 
1962 · 
1963 · 
1964 · 
1965 · 
1966 · 
1967 · 
1968 · 
1969 · 
1970 · 
1971 · 
1972 · 
1973 · 
1974 · 
1975 · 
1976 · 
1977 · 
1978 · 
1979 · 
1980 · 
1981 · 
1982 · 
1983 · 
1984 · 
1985 · 
1986 · 
1987 · 
1988 · 
1989 · 
1990 · 
1991 · 
1992 · 
1993 · 
1994 · 
1995 · 
1996 · 
1997 · 
1998 · 
1999 · 
2000 · 
2001 · 
2002 · 
2003 · 
2004 · 
2005 · 
2006 · 
2007 · 
2008 · 
2009 · 
2010 · 
2011 · 
2012 · 
2013 · 
2014 · 
2015 ·
2016 ·
2017 ·
2018 ·
2019 ·
2020 ·
2021 ·
2022 ·
2023 ·
2024
Albanië ·
Algerije ·
Andorra · 
Antigua en Barbuda ·
Argentinië ·
Armenië ·
Australië ·
Azerbeidzjan ·
België ·
Bohemen ·
Bolivia ·
Bosnië en Herzegovina ·
Brazilië ·
Bulgarije ·
Canada ·
Chili ·
China ·
Colombia ·
Costa Rica ·
Cyprus ·
Denemarken ·
DDR ·
Duitsland ·
Egypte ·
El Salvador ·
Engeland ·
Estland ·
Faeröer ·
Finland ·
Frankrijk ·
Georgië ·
Griekenland ·
Ierland ·
IJsland ·
India ·
Iran ·
Israël ·
Italië ·
Ivoorkust ·
Japan ·
Joegoslavië ·
Jordanië ·
Kazachstan · 
Koeweit ·
Kosovo · 
Kroatië ·
Letland ·
Libanon ·
Liechtenstein ·
Litouwen ·
Luxemburg ·
Malta ·
Mexico ·
Moldavië ·
Montenegro ·
Nederland ·
Nederlands-Indië ·
Nieuw-Zeeland ·
Noord-Ierland ·
Noord-Macedonië ·
Noorwegen ·
Oekraïne ·
Oostenrijk ·
Paraguay ·
Peru ·
Polen ·
Portugal ·
Qatar ·
Roemenië ·
Rusland ·
San Marino ·
Saoedi-Arabië ·
Schotland ·
Servië ·
Slovenië ·
Slowakije ·
Sovjet-Unie ·
Spanje ·
Tsjechië ·
Tsjecho-Slowakije ·
Turkije ·
Uruguay ·
Verenigde Arabische Emiraten ·
Verenigde Staten ·
Verenigd Koninkrijk ·
Wales ·
Wit-Rusland ·
Zuid-Korea ·
Zweden ·
Zwitserland
Brazilië (1954) · 
Duitsland (2021) ·
Frankrijk (2021) · 
IJsland (2016) · 
Italië (1938) · 
Oostenrijk (2016) · 
Portugal (2021) · 
West-Duitsland (1954, 2)